# Acanthodactylus cantoris
Acanthodactylus cantoris (індійська гребнепала ящірка) — вид ящірок родини ящіркових (Lacertidae). Мешкає в Південній Азії. Вид названий на честь данського зоолога Теодора Кантора

## Поширення і екологія
Індійські гребнепалі ящірки мешкають на заході Індії (Гуджарат, Пенджаб, Раджастхан, Уттар-Прадеш), в Пакистані, північно-східному Афганістані та південно-східному Ірані (Систан і Белуджистан). Вони живуть на піщаних рівнинах, слабо порослих травою і чагарниками, на висоті до 300 м над рівнем моря. Відкладають яйця, у кладці 2—4 яйця.